# Chapelle de la Trinité de Quéven
Pour les articles homonymes, voir Chapelle de la Trinité.
La Chapelle de la Trinité est située au lieu-dit « La Trinité », à Quéven, dans le Morbihan.

## Historique

### Chapelle primitive
La chapelle comprenait une nef de trois travées avec bas-côtés, un transept à croisillons légèrement débordants et un chœur à chevet plat. Le chœur et les transepts avaient été restaurés en 1898. Le clocher était daté de 1771.
La nef, le transept et le chœur ont fait l’objet d’une inscription au titre des monuments historiques entre le 6 juin 1933 et le 1er août 2014.

### Le bombardement
L'ancienne chapelle de la Trinité a été détruite à la suite du bombardement allié, entre le 7 et le 18 août 1944, de la poche de Lorient.
Le mobilier a été sauvé grâce à Pierre Thomas-Lacroix (conservateur des antiquités et des objets d’art) et René Guillaume (architecte des monuments historiques) qui décidèrent judicieusement de déplacer le mobilier en des lieux plus sûrs en septembre 1942.
À la suite de la destruction de la chapelle, les œuvres sauvées sont conservées à Vannes et elle ne réintègrent les diverses chapelles de Quéven que 60 ans plus tard.

### La reconstruction
La nouvelle chapelle a été bâtie entre 1960 et 1962. Quelques vestiges des anciens bâtiments sont toujours visibles sur place : le bénitier du XVIe siècle, une croix monumentale de 1657 (le croisillon date de la fin du XIXe siècle), un personnage et une inscription de 1771 (scellés dans les colonnes de façade), une fontaine de dévotion et un lavoir du XIXe siècle (au nord de la chapelle).